# André Denys
André Cyriel Denys (Gistel, 6 januari 1948 – Gent, 13 mei 2013) was Gouverneur van de Belgische provincie Oost-Vlaanderen.

## Biografie

### Politieke loopbaan
Denys volgde van 1959 tot 1965 de economische afdeling in het Sint-Niklaasinstituut in Anderlecht. Na zijn studie liep hij stage in verschillende buitenlandse leerlooierijen en was hij van 1965 tot 1968 actief in de handelsleiding van de leerlooierij van zijn ouders in Gistel. In 1969 begon André Denys met een eigen leerlooierij in Zulte, die hij in 1985 van de hand deed om zich voltijds op de politiek te concentreren. 
Hij werd politiek actief voor de liberale PVV en werd in oktober 1976 verkozen tot gemeenteraadslid van Zulte, wat hij bleef tot in 2004. In 1977 richtte hij er een lokale PVV-afdeling op. Denys werd ook actief binnen het Liberaal Verbond voor Zelfstandigen als voorzitter van de arrondissementiële afdeling van Gent-Eeklo.
Van november 1981 tot mei 1995 zetelde Denys voor het kiesarrondissement Gent-Eeklo in de Kamer van volksvertegenwoordigers. Hij legde zich er voornamelijk toe op het beleid rond economie, tewerkstelling, begroting en staatshervorming en had zitting in de commissies Economie, Landbouw en Middenstand, de commissie belast met de problemen inzake handels- en economisch recht, Financiën en Herziening van de Grondwet en Hervorming van de Instellingen.
In de periode december 1981-mei 1995 had hij als gevolg van het toen bestaande dubbelmandaat ook zitting in de Vlaamse Raad, de voorloper van het huidige Vlaams Parlement. Hij was er vast lid van de commissies Huisvesting (1982-1984), Economie, Tewerkstelling en Energie (1982-1988), Media (1986-1995, van 1988 tot 1989 als ondervoorzitter) en Financiën en Begroting (1988-1995) en was van 1983 tot 1985 voorzitter van de commissie Binnenlandse Aangelegenheden. Van december 1985 tot mei 1995 zat hij er de PVV-fractie, vanaf november 1992 omgevormd tot VLD-fractie, voor. 
Bij de eerste rechtstreekse verkiezingen voor het Vlaams Parlement van 21 mei 1995 werd hij verkozen in de kieskring Gent-Eeklo. Hij bleef Vlaams volksvertegenwoordiger tot november 2004. Ook in het Vlaams Parlement was hij fractievoorzitter van de VLD van juni 1995 tot juli 1999, waarna hij achtereenvolgens van juli 1999 tot juli 2004 als tweede ondervoorzitter en van juli tot november 2004 als derde ondervoorzitter deel uitmaakte van het Bureau (dagelijks bestuur) van deze assemblee. Daarnaast zetelde hij in de commissies Staatshervorming en Algemene Zaken (1995-1999), Financiën en Begroting (1995-2004, vanaf 1999 tevens bevoegd voor Algemeen Beleid) en Mediabeleid (1995-1999) en Institutionele en Bestuurlijke Hervorming en Ambtenarenzaken (1999-2004) en Openbare Werken, Mobiliteit en Energie (1999-2004) en Wonen, Stedelijk Beleid, Inburgering en Gelijke Kansen (2004). Op 6 februari 2002 werd hij in de plenaire vergadering van het Vlaams Parlement gehuldigd voor zijn 20 jaar parlementair mandaat. Vanaf 28 februari 2005 mocht hij zich ereondervoorzitter noemen. Die eretitel werd hem toegekend door het Bureau van het Vlaams Parlement.

### Gouverneurschap
Op 1 december 2004 werd Denys gouverneur van Oost-Vlaanderen in opvolging van Herman Balthazar, die de leeftijdsgrens van 65 jaar had bereikt. Hiertoe nam hij ontslag uit al zijn politieke mandaten.
Als voornaamste realisaties tijdens zijn ambtstermijn worden genoemd: het brengen van een werkbezoek aan elke Oost-Vlaamse gemeente, de coördinatie bij verschillende rampen en het verzekeren van een veilig koersverloop bij grote wielerevenementen.
Hij had een hart voor Oost-Vlaanderen en daarom werd hij op 29 november 2012 uitgebreid gevierd tijdens een academische zitting. Op 31 januari 2013 beëindigde hij zijn ambtstermijn. Hij werd opgevolgd door Jan Briers.

### Persoonlijk
André Denys was getrouwd met Rita Folens. Ze hadden een zoon en drie dochters. Hij was ereburger van zijn geboortegemeente Gistel en van zijn adoptiegemeente Zulte.
In oktober 2010 werd bij hem longvlieskanker vastgesteld. Hij verloor op 13 mei 2013 de strijd en stierf in het UZ Gent. Op 18 mei vond de uitvaartdienst plaats in de Sint-Baafskathedraal, geleid door de bisschop van Gent Luc Van Looy. Daarna volgde de crematie en de teraardebestelling (in Zulte) in de familie-intimiteit.
Hij was gekend als fietsliefhebber en wielertoerist. Toen na zijn dood de Parkbosfietsbruggen in Gent gebouwd werden kreeg een ervan, die de fietssnelwegen F7 en F45 over de Ringvaart en de R4 leidt, in 2018 de naam André Denysbrug.

## Publicaties
- André Denys, Mijn Ronde. Het bestuurlijk reisverhaal van gouverneur André Denys. Uitgeverij Snoeck, Gent, 2008, 592 blz.